# 海神洞穴 (阿尔盖罗)

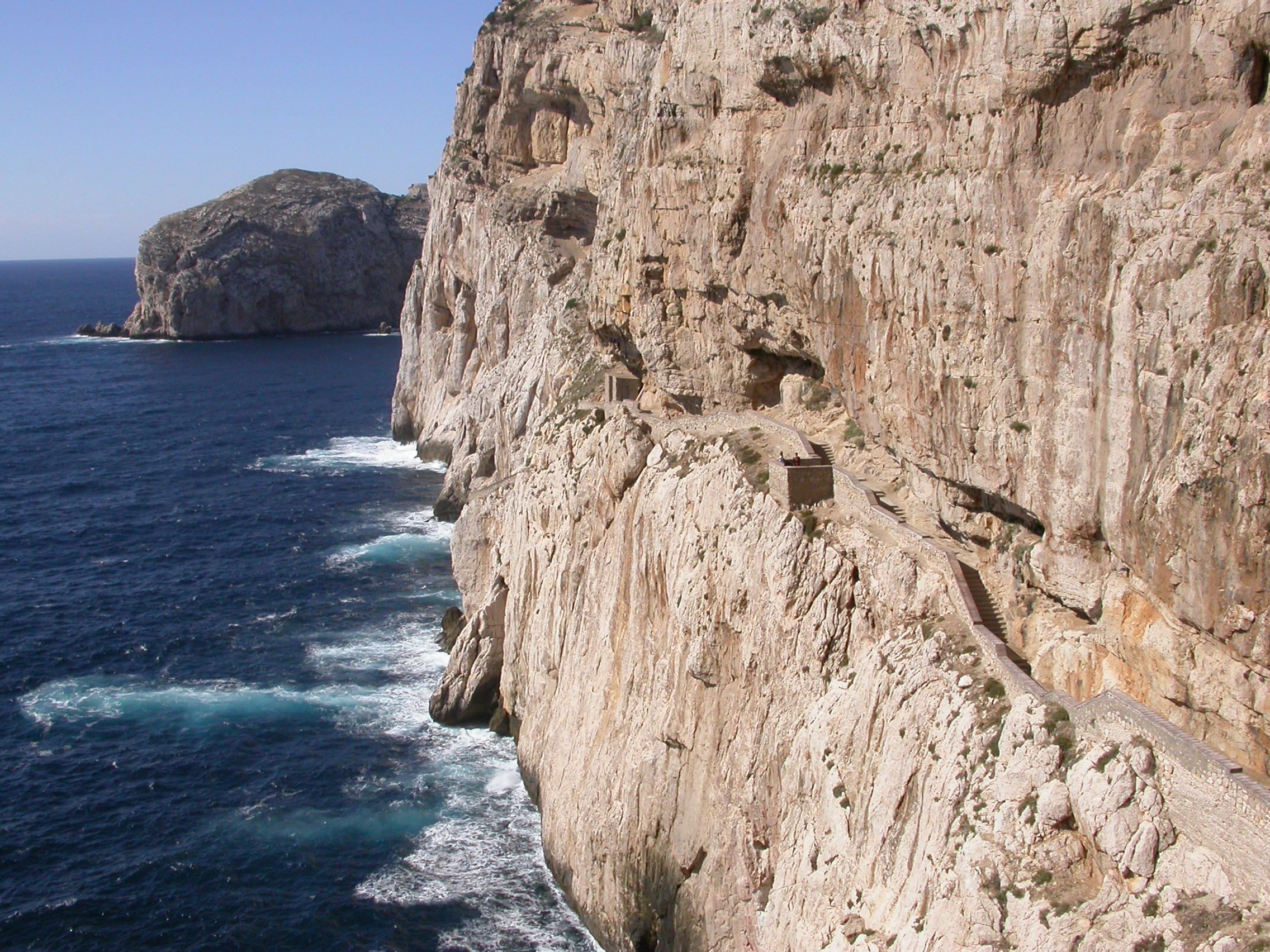
山羊阶梯

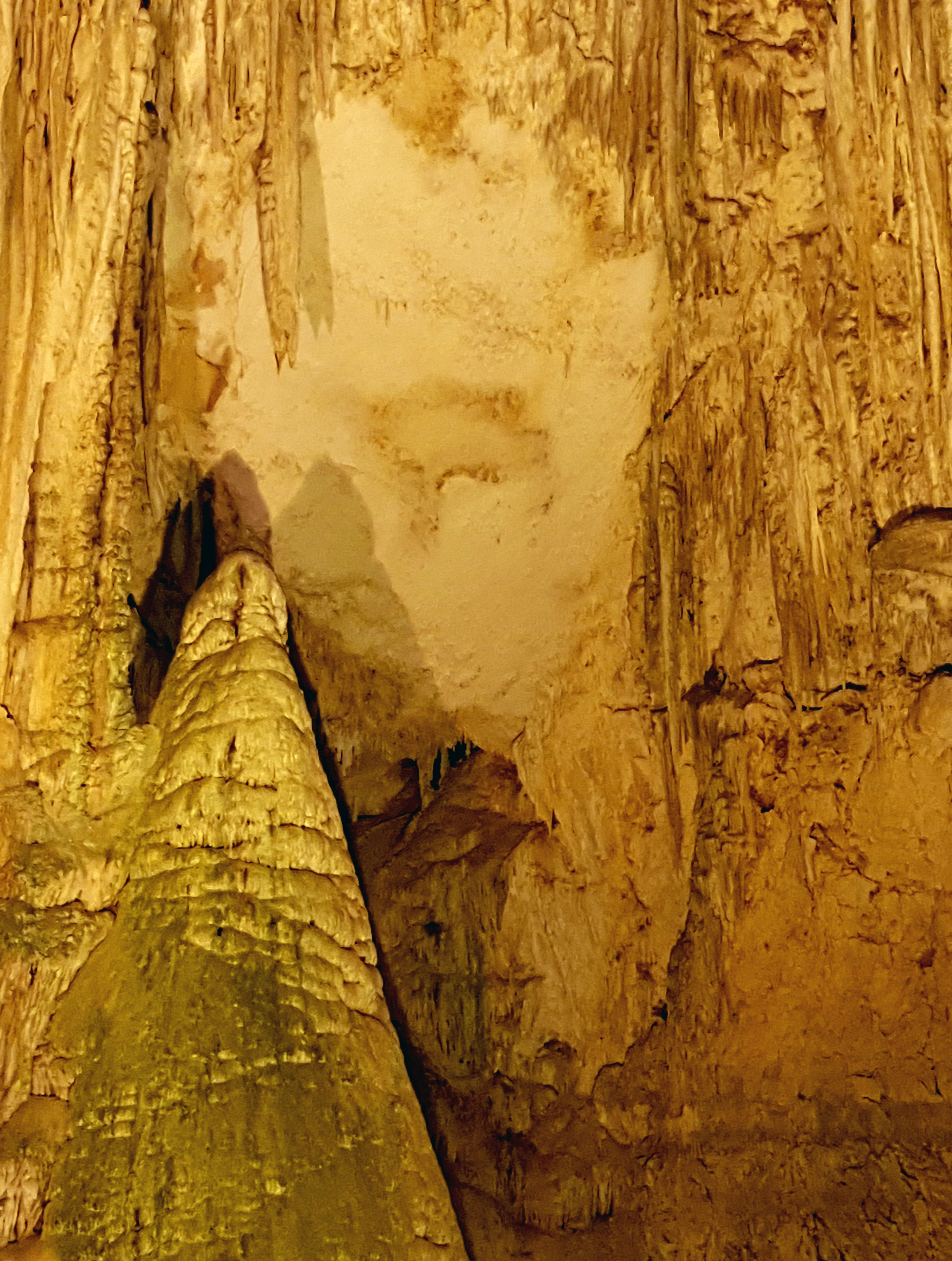
"The Organ Player" - Pareidolia phenomenon in the grotto

海神洞穴（義大利語：Grotta di Nettuno；Neptune's Grotto) 是一个钟乳石岩洞，位于意大利撒丁岛萨萨里省阿尔盖罗卡恰角。这个洞穴在18世纪由当地渔民发现，现在是一个受欢迎的旅游景点。其名称得名于罗马神话中的海神尼普顿。

## 概述
洞穴的入口位于海拔110米高的卡恰角悬崖下方，海拔高度仅有1米，因此只有在海水平静时才能参观洞穴。 1954年，在悬崖上开凿了有654级台阶的“山羊阶梯”（escala del cabirol），从悬崖顶部的停车场通往洞口。从阿尔盖罗港乘船游览，也可以到达洞穴；在夏季每小时发一次船，在春秋季船的班次较少。 。
洞穴的总长度估计约为4公里，但只有几百米向公众开放。。